# Place Saint-Michel (Sospel)
Pour les articles homonymes, voir Place Saint-Michel.
La place Saint-Michel est une place de Sospel, dans le département des Alpes-Maritimes.

## Situation et accès
La place Saint-Michel est située en rive droite de la Bévéra et a une forme en entonnoir.

## Origine du nom
Elle doit son nom à l'église Saint-Michel.

## Historique
Le pavement en calade fait de galets gris et blancs installés de champs date de la fin du XVIIe siècle et du début du XVIIIe siècle et formant une rosace.
Elle est entourée d'édifices dont certains sont inscrits ou classés au titre des monuments historiques :
- chapelle de l'Immaculée-Conception des Pénitents gris,
- chapelle des Pénitents rouges,
- palais Ricci des Ferres qui a accueilli le pape Pie VII en 1809,
- plusieurs maisons gothiques à arcades avec décors en trompe-l'œil.

Derrière les chapelles des Pénitents on peut voir les vestiges des remparts de la ville et du château.

## Bâtiments remarquables et lieux de mémoire
La place a servi de décor au film « Un sac de billes » de Jacques Doillon d'après le roman de Joseph Joffo, réalisé en 1975.
La place fait l’objet d’une inscription au titre des monuments historiques depuis le 18 mars 1947.